# Gare de Rosporden
La gare de Rosporden est une gare ferroviaire française des lignes de Savenay à Landerneau et de Rosporden à Concarneau, située à proximité du centre-ville de Rosporden, dans le département du Finistère, en région Bretagne.
Elle est mise en service en 1863 par la Compagnie du chemin de fer de Paris à Orléans (PO). 
C'est une gare de la Société nationale des chemins de fer français (SNCF), desservie par le TGV et des trains TER Bretagne.

## Situation ferroviaire
Établie à 118 mètres d'altitude, la gare de bifurcation de Rosporden est située au point kilométrique (PK) 664,604 de la Ligne de Savenay à Landerneau, entre les gares ouvertes de Bannalec et de Quimper. En direction de Quimper s'intercale la gare fermée de Saint-Yvi.
Elle est également l'origine, au PK 664,604, de la ligne de Rosporden à Concarneau, avant l'ancienne halte de La Boissière. La ligne est partiellement fermée et exploitée uniquement par des trains de fret.

## Histoire

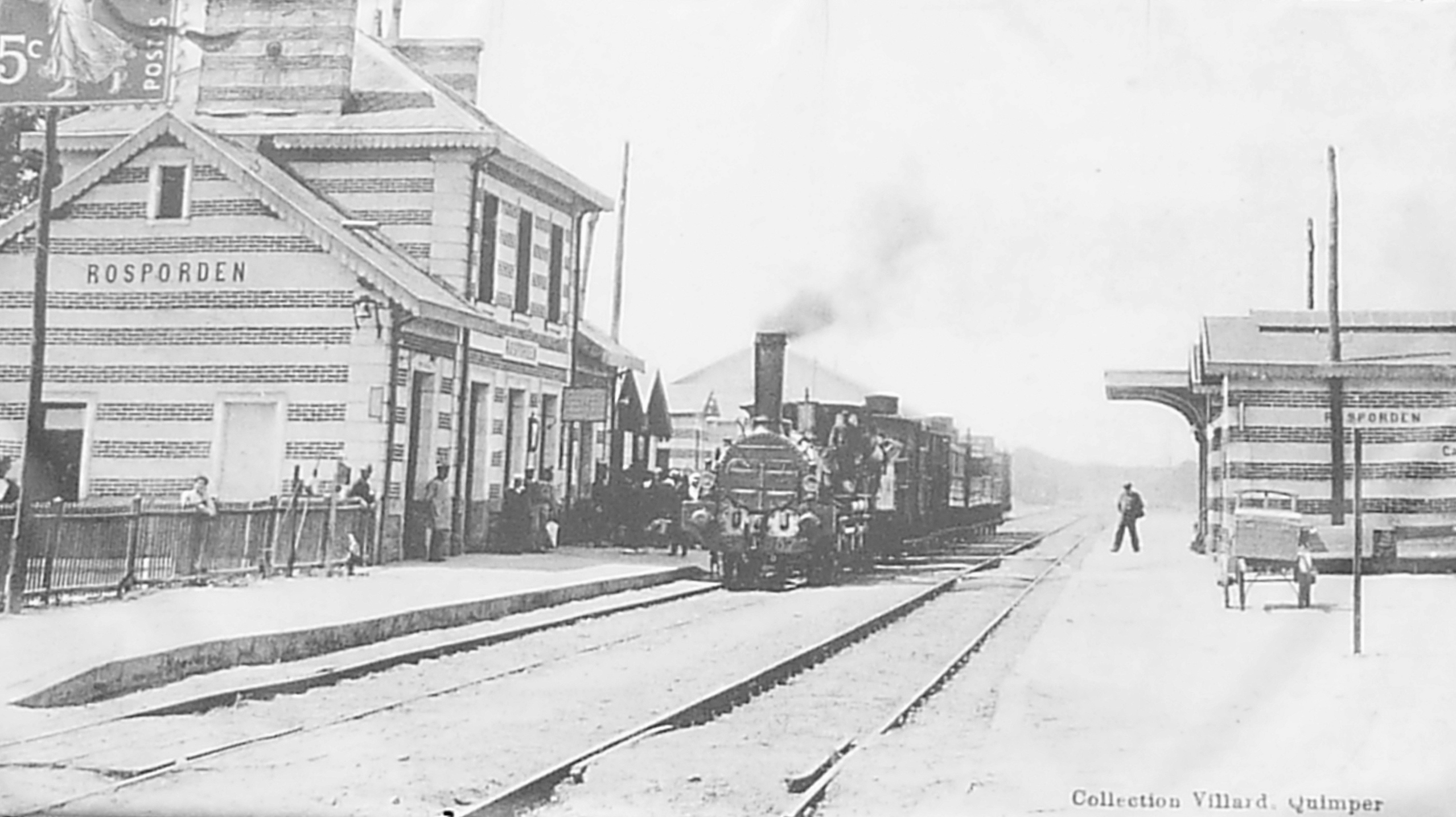
La gare de Rosporden vers 1910 (carte postale, collection Villard)

La décision de faire passer le chemin de fer à Rosporden est prise lors de la finalisation du tracé de la voie ferrée de Savenay à Châteaulin par la compagnie du chemin de fer de Paris à Orléans (PO). L'inauguration de la section, à voie unique sur une plateforme prévue pour deux voies, entre les gares de Lorient et Quimper, a lieu le 7 septembre 1863. Ce train inaugural s'arrête dans les gares intermédiaires dont celle de Rosporden avant de poursuivre son voyage vers Quimper où se déroulent les festivités.
La mise en service officielle de la gare de Rosporden avec l'ouverture de l'exploitation, par la compagnie du PO, a lieu, le lendemain de l'inauguration, le 8 septembre 1863. Elle dispose d'un bâtiment voyageurs réalisé sous la direction de l'architecte de la compagnie Phidias Vestier.
Rosporden n'étant pas directement sur la côte, la desserte de la ville et du port de Concarneau est envisagée dès les premiers projets de la première ligne. C'est le plan Freycinet, en 1879, qui réactive ce projet. La déclaration d'utilité publique (DUP) pour un embranchement de la gare de Rosporden à Concarneau est promulguée le 23 juillet 1879, permettant à l'État d'entreprendre les travaux de la construction des 15 kilomètres de voie unique. Deux jours avant l'ouverture, qui intervient le 30 juin 1883, il signe une convention rétrocédant la ligne à la compagnie du PO. Cet accord est confirmé par la loi du 20 novembre 1883. La gare de Rosporden devient ainsi un passage obligatoire pour le trafic marchandises et voyageurs venant de la gare de Concarneau.
En 1889, le trafic sur la ligne principale, entre Lorient et Quimper, est devenu suffisamment important pour que la compagnie lance la pose de la deuxième voie prévue dès l'origine. Les travaux sont exécutés par l'entreprise Girel.

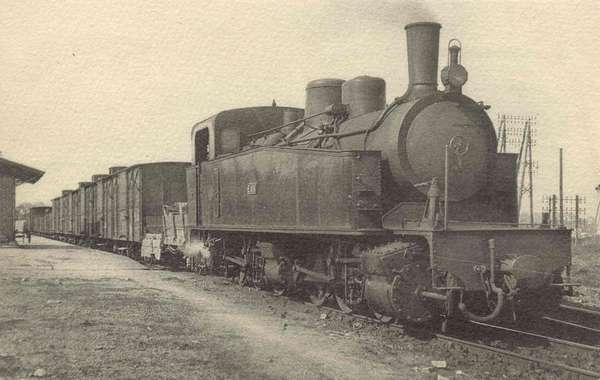
Locomotive Mallet du réseau breton en gare de Rosporden (1930).

La fin du XIXe siècle est marquée par le développement du réseau breton, construit par la compagnie des chemins de fer de l'Ouest, qui ouvre ses lignes en étoile à partir de la gare de Carhaix. Ce réseau comble notamment le manque de lignes transversales permettant de relier le nord et le sud de la Bretagne en passant par son centre. Rosporden est finalement choisie, aux dépens de Quimperlé, pour être l'aboutissement d'une ligne reliant Paimpol à la grande voie du PO. La ligne de Carhaix à Rosporden est mise en service le 2 août 1896. Il n'y a pas d'embranchement puisque la nouvelle ligne comporte un écartement des rails différent (métrique) de celui de la grande ligne du PO. En gare des voies posées en parallèle permettent le transbordement des marchandises, principale activité de cette ligne.
Le début du XXe siècle est marqué des améliorations de la gare. Construction d'une marquise de 10 mètres en 1900, puis l'électricité arrive en gare avec, en 1903, la mise au rebut des 24 lampes à pétrole remplacées par 37 ampoules. L'augmentation du trafic avec le réseau breton, permet la création d'un quai pour la voie métrique de la ligne Carhaix - Rosporden, afin de faciliter les échanges.
En 1912, Rosporden voit arriver un nouvel exploitant avec la Compagnie des chemins de fer Armoricains qui ouvre la ligne, à voie métrique, de Plouescat à Rosporden, appelée aussi « Grand Central ». Cette ligne qui dispose d'un bâtiment voyageurs avec une petite halle à marchandises accolée, est situé en limite nord ouest de la gare du PO, comme pour les trains du réseau breton les échanges nécessitent un transbordement manuel du fret. Les performances de la ligne ne sont pas favorables au transport des voyageurs, les trains, tractés par des petites locomotives Corpet-Louvet, circulent à des vitesses moyennes de 15 à 20 km/h, ils mettent 11 h pour parcourir l'ensemble de la ligne.

Installations en 2010
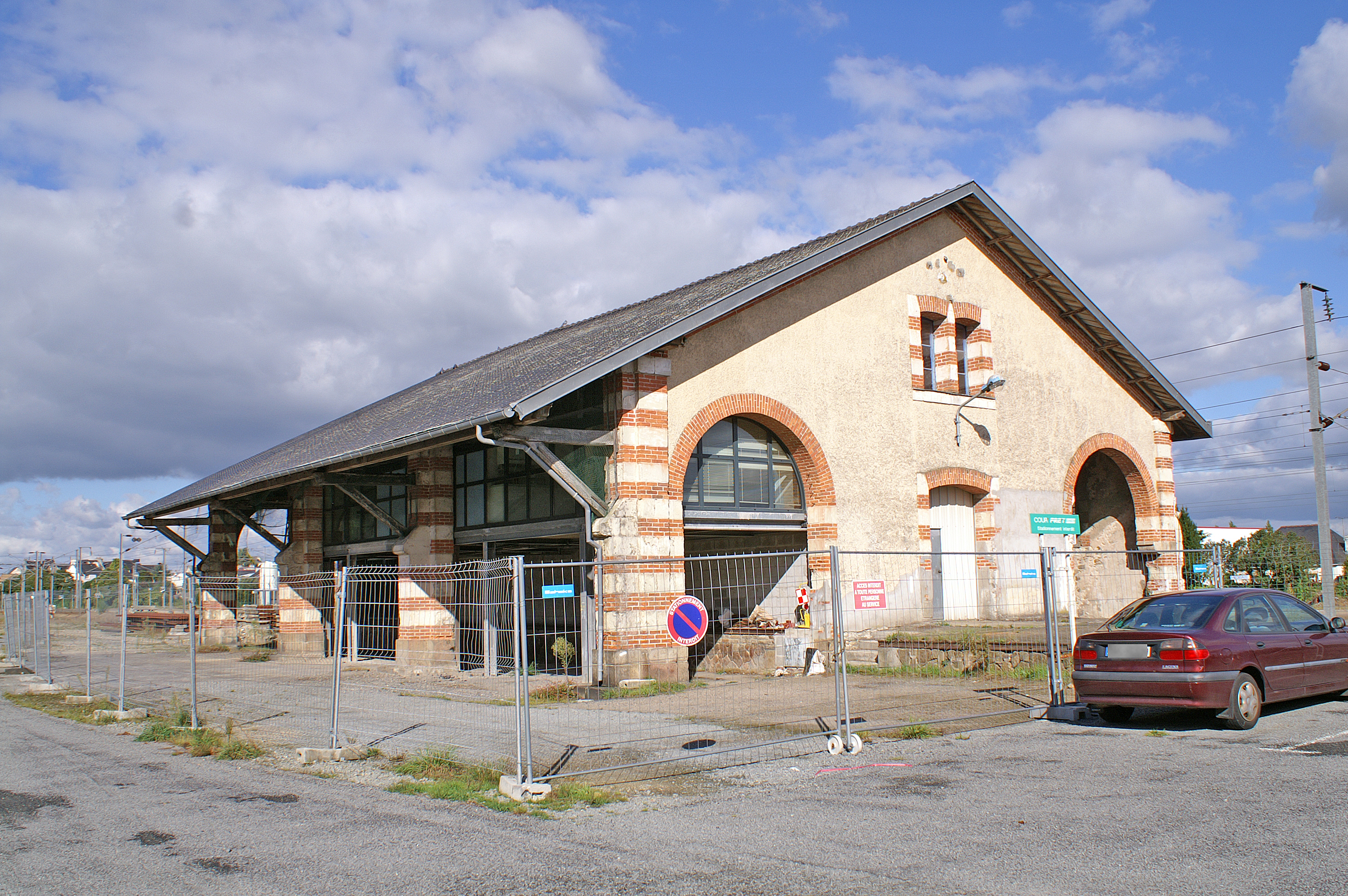
Ancienne halle à marchandises.
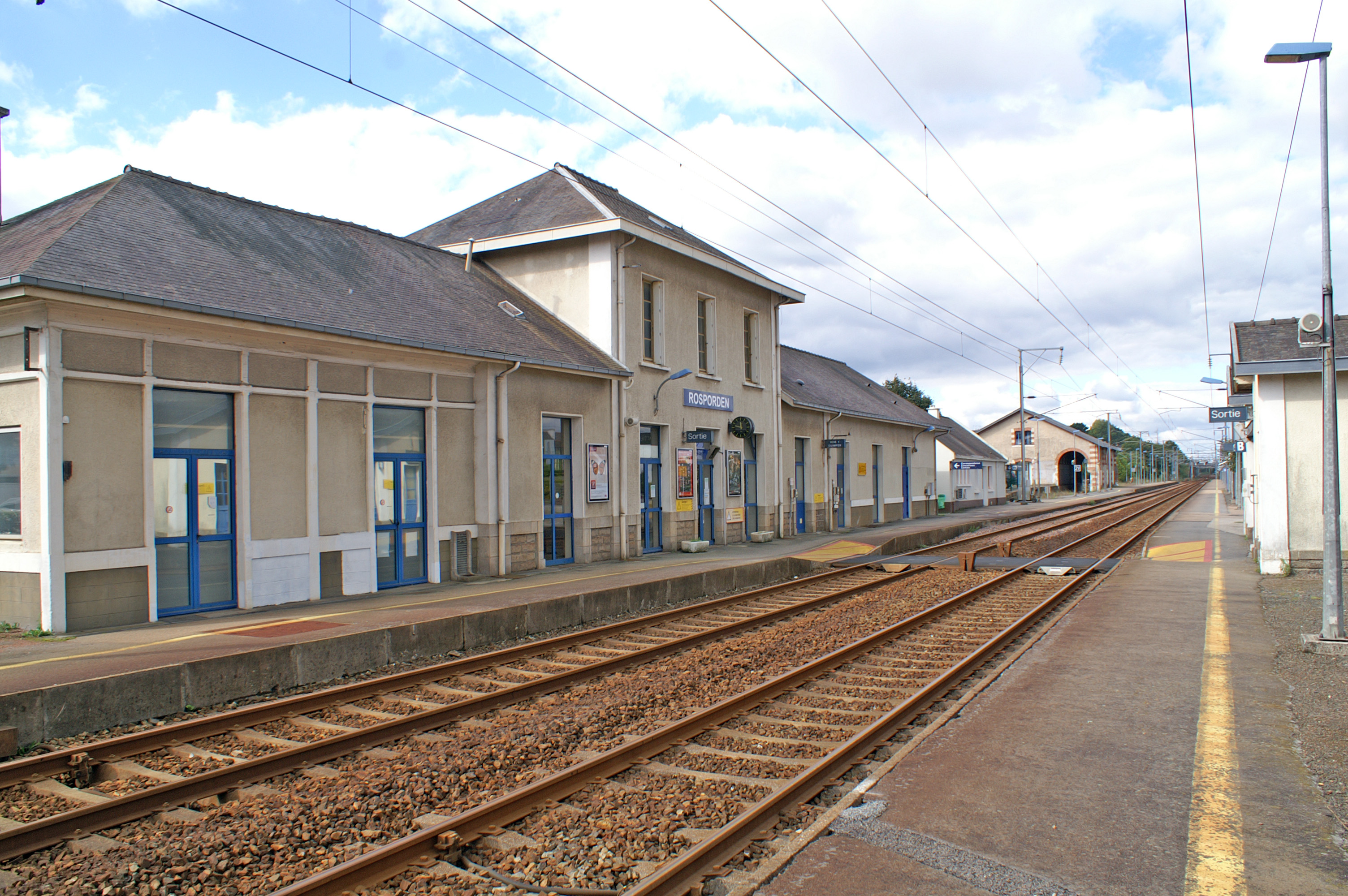
Voies et quais.
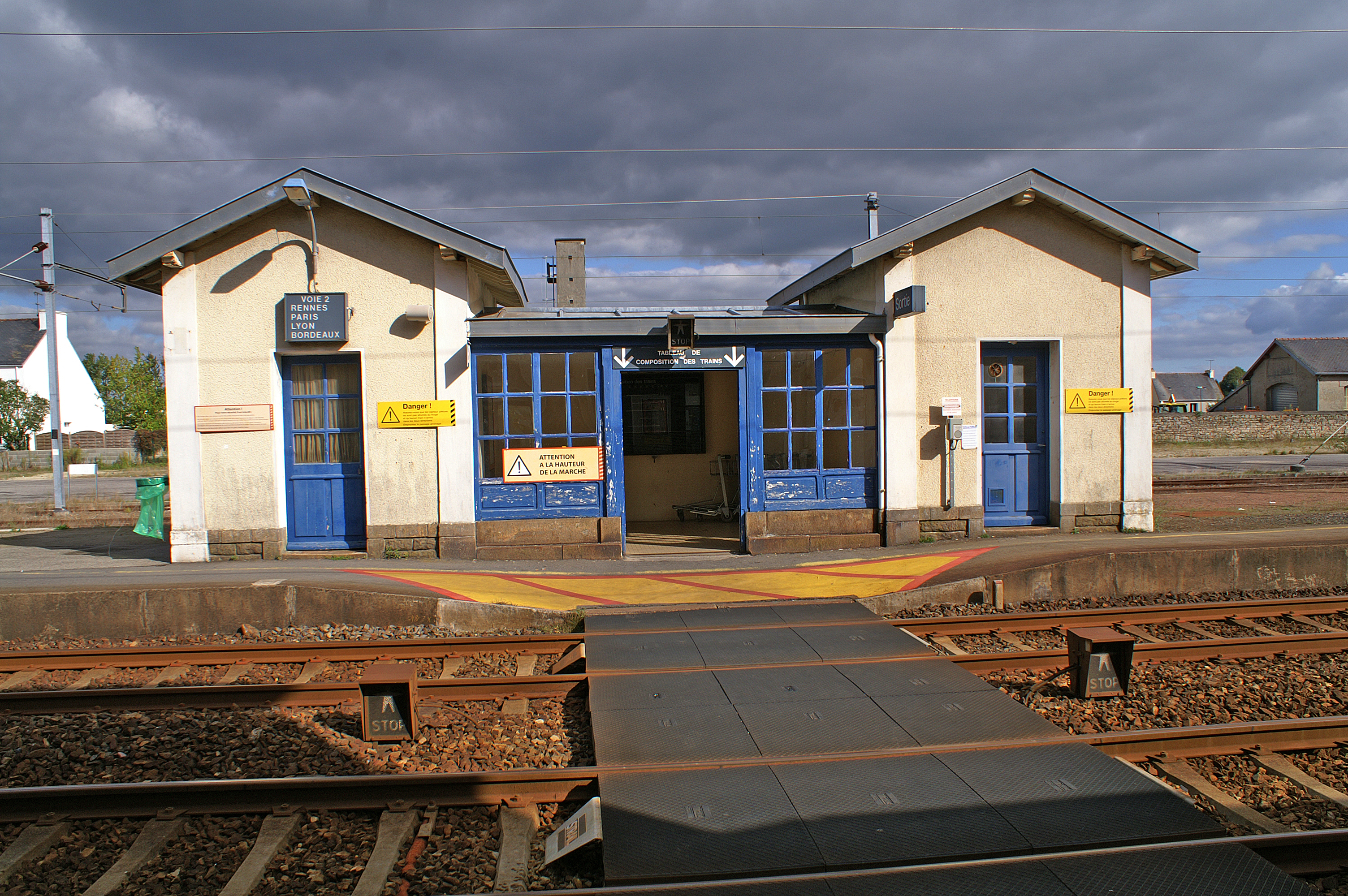
Abri et passage de niveau.

## Fréquentation
Selon les estimations de la SNCF, la fréquentation annuelle de la gare figure dans le tableau ci-dessous.
| Année               | 2015    | 2016    | 2017    | 2018    | 2019    | 2020    | 2021    | 2022    | 2023    |
| ------------------- | ------- | ------- | ------- | ------- | ------- | ------- | ------- | ------- | ------- |
| Nombre de voyageurs | 150 292 | 152 470 | 159 285 | 141 427 | 156 659 | 112 547 | 159 298 | 234 588 | 272 283 |

## Service des voyageurs

### Accueil
Gare SNCF, elle dispose d'un bâtiment voyageurs, avec guichets, ouvert tous les jours. Un distributeur automatique de billets TER est disponible à l'entrée, il est accessible aux heures de fermeture du bâtiment voyageurs. 
L'accès au quai central se fait par un passage au niveau des voies.

### Desserte
Rosporden est desservie par des TGV (Paris-Montparnasse - Rennes - Quimper) et des trains TER Bretagne, qui effectuent des relations entre les gares de Quimper et de Lorient, ou de Rennes, ou de Nantes.

### Intermodalité
Un parking pour les véhicules y est aménagé.

Installations en 2016
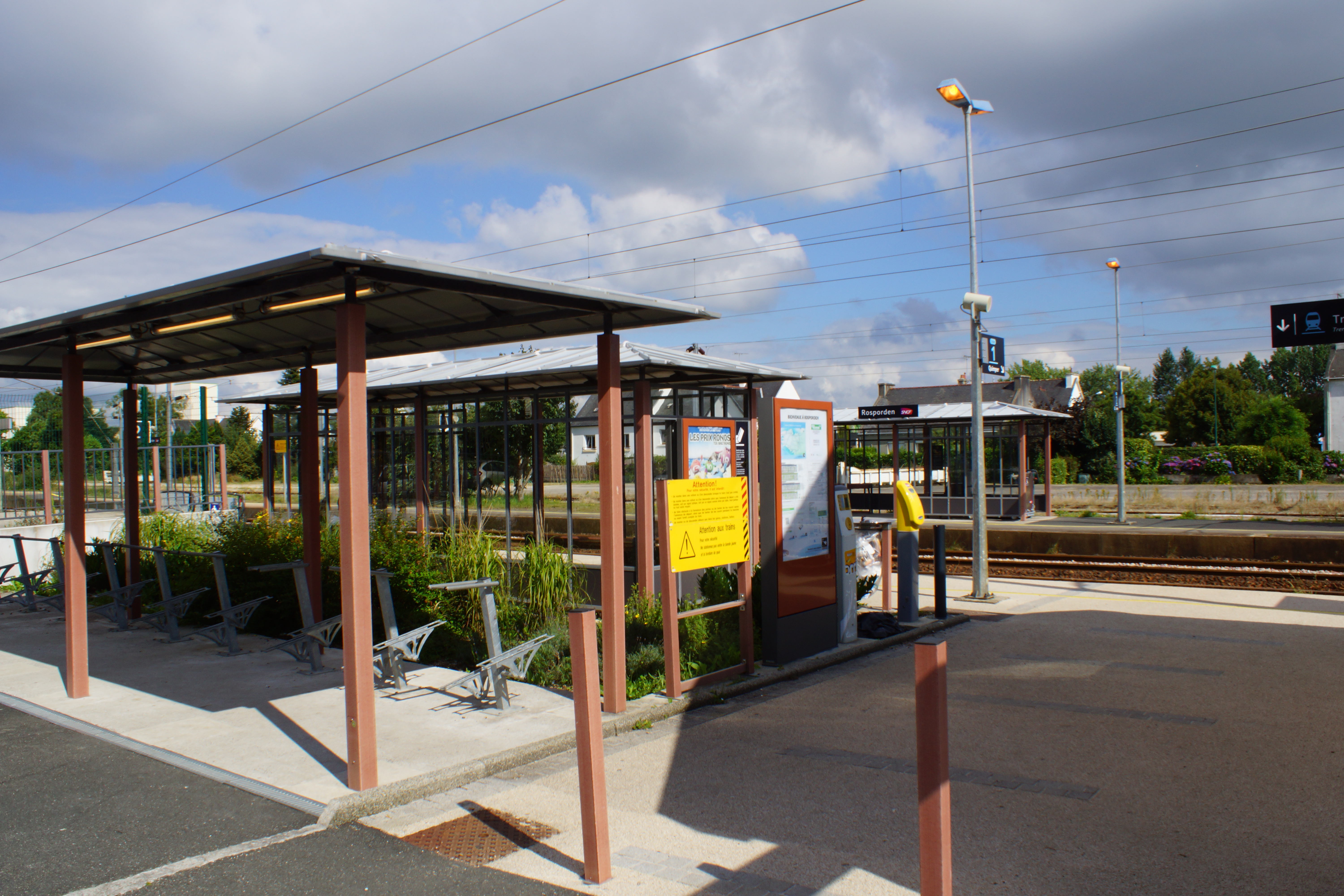
Nouveaux abris.
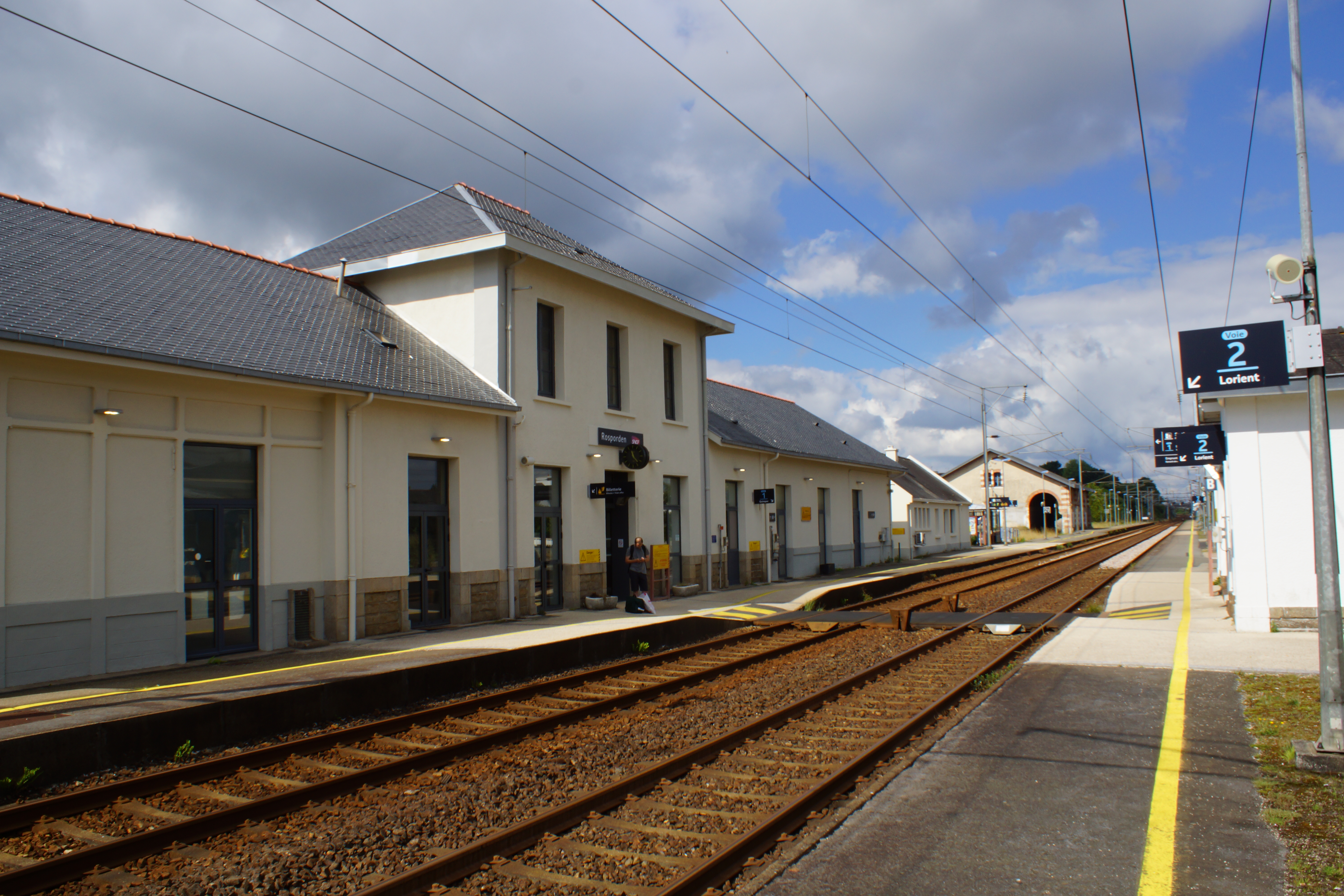
Voies et quais.
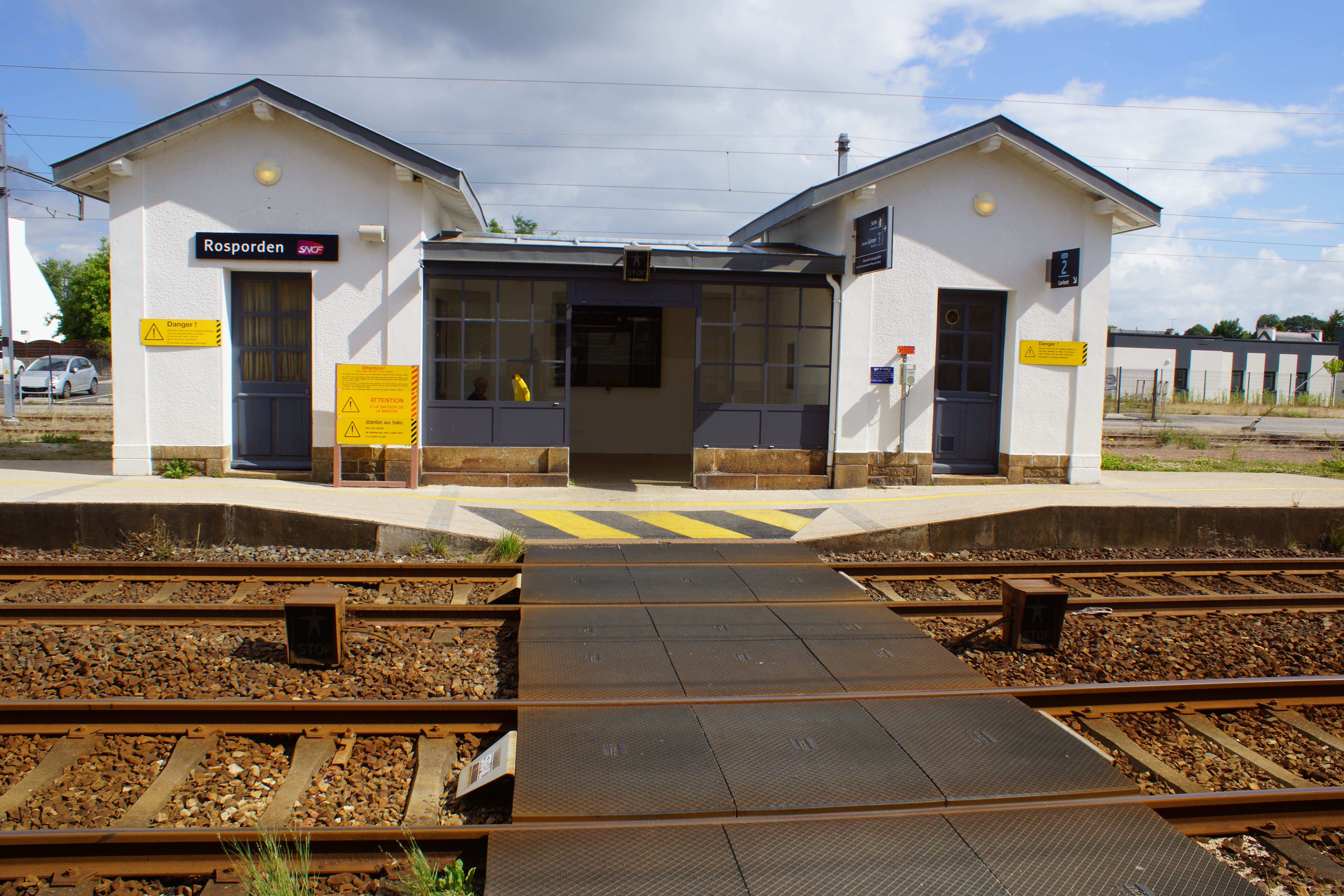
Abri et passage de niveau.

## Service des marchandises
Cette gare est ouverte au service du fret (train massif uniquement).